# Spezialschulteil am Albert-Schweitzer-Gymnasium Erfurt
Der Spezialschulteil ist an das Albert-Schweitzer-Gymnasium Erfurt angegliedert. In Thüringen existieren insgesamt zwei weitere solche Spezialschulteile. Diese sind angegliedert an die Goetheschule Ilmenau und das Carl-Zeiss-Gymnasium Jena. Der heutige Spezialschulteil wurde 1986 als Spezialschule mathematisch-naturwissenschaftlich-technischer Richtung gegründet und bestand bis 1990 als eigenständige Einrichtung.
Schüler können den Schulteil von der 9. bis zur 12. Klasse, also bis zum Abitur, besuchen.

## Aufnahme
Für den Besuch des Spezialschulteils ist ein erfolgreich durchlaufenes Aufnahmeverfahren Voraussetzung. Dieses besteht aus einer Bewerbung, einer schriftlichen Prüfung in den Bereichen Mathematik, Physik/Biologie und Deutsch und einer mündlichen Prüfung, welche eine Mischung aus Persönlichkeitsgespräch und fachlichen Fragen ist. Bei besonders guten Leistungen in der schriftlichen Prüfung kann von einer mündlichen abgesehen werden.
Jedes Jahr werden maximal 40 Schüler in die Klassenstufe 9 aufgenommen. Es werden zwei Klassen mit je 20 Schülern gebildet.

## Spezialisierung
Eine Spezialisierung wird in den Fächern Mathematik, Physik, Biologie, Chemie und Informatik angestrebt. In diesen Fächern hat man als Schüler eine höhere Anzahl an Wochenstunden als an den meisten anderen Gymnasien. Dafür werden die Wochenstunden in anderen Fächern gesenkt oder Fächer gar vorzeitig weggelassen, z. B. wird man in Klassenstufe 9 und 10 entweder in Musik oder in Kunst unterrichtet.
Des Weiteren wird Wert auf eine rhetorische Ausbildung gelegt.
Am Spezialschulteil stellt auch die Vermischung der Unterrichtsinhalte aus Klassenstufen 11/12 mit dem Inhalt der Klassenstufen 9/10 eine Besonderheit dar, wodurch das Verständnis von Vorgängen und Operationen verbessert werden soll.

### Mathematik
Mathematik wird am Spezialschulteil von Klassenstufe 9 bis 12 mit je fünf Wochenstunden unterrichtet. Ab Klassenstufe 10 findet eine Differenzierung nach Leistung statt, sodass drei kleinere Unterrichtsgruppen je Jahrgang entstehen.

### Informatik
Informatik wird ab Klassenstufe 9 mit je drei Wochenstunden unterrichtet. Schüler der zehnten Klasse haben ein Wochenpensum von vier Stunden Informatik. Ab Klassenstufe 11 erfolgt die Wahl zwischen einem Kurs mit drei oder mit vier Wochenstunden. Zwei Computerkabinette mit zwischen 11 und 12 Computern stehen den Schülern zum Arbeiten während des gesamten Tages zwischen 7:40 Uhr und 21:30 Uhr zur Verfügung.
Ein weiteres steht nur während des Unterrichts zur Verfügung.

### Sprachen
Englisch, Französisch, Russisch, Spanisch und Latein stehen ab Klassenstufe 9 als Fremdsprachen zur Verfügung. Das Cambridge Certificate in Advanced English kann durch eine Zusatzstunde ab dem 2. Halbjahr in Klassenstufe 10 erreicht werden. Ab Klassenstufe 11 kann Englisch mit einem erhöhten Anforderungsniveau belegt werden.

### Wahlobligatorischer Unterricht
Der wahlobligatorische Unterricht nimmt in den Klassenstufen 9 und 10 je zwei Wochenstunden in Anspruch. Im Gegensatz zum Stammhaus, an welchem drei Wochenstunden für den wahlobligatorischen Unterricht vorgesehen sind, gibt es keine Noten in dem Fach. Es kann in Klassenstufe 9 zwischen Mathematik, Physik, Biologie, Chemie und Informatik entschieden werden. In dem jeweiligen Fach beschäftigen sich die Schüler mit Themen, die sie selbst interessieren und über den Inhalt des Lehrplans hinausgehen können. Des Weiteren findet eine Vorbereitung auf anstehende Wettbewerbe statt. In Klassenstufe 10 steht der wahlobligatorische Unterricht in Mathematik nicht mehr zur Verfügung.

### Leistungszentrum
Das Leistungszentrum stellt eine Lerngruppe dar, die den Unterricht im Fach ganz individuell vertieft. Ungefähr zwei bis drei Schüler und ein Lehrer bilden ein Leistungszentrum. Diesen Leistungszentren gehört die Leistungsspitze des Jahrgangs in diesem Fach an. Dabei werden Leistungszentren in den gleichen Fächern wie die wahlobligatorischen Unterrichtseinheiten angeboten und stehen den Schülern ab dem zweiten Halbjahr der neunten Klasse zur Verfügung. Eine Ausnahme bildet hierbei das Leistungszentrum Mathematik, welches meist nur in Klasse 9 genutzt werden kann und in welches Schüler schon am Anfang der Klasse 9 aufgenommen werden können. Zu Beginn eines Leistungszentrums werden die Unterrichtsinhalte festgelegt und Ziele abgesprochen, sodass der Unterricht individuell und tiefgründig ist.

### Seminarfach
Seminarfach wird am Spezialschulteil ab Klassenstufe 9 unterrichtet. Zusammen mit den Projektphasen sollen die Schüler schon vorzeitig an wissenschaftliches Arbeiten herangeführt werden. Dabei ist im Speziellen die Ausbildung des schriftlichen Ausdrucks und der Besinnung auf das Wesentliche wichtig, da die Projektarbeiten auf eine bestimmte Anzahl an Seiten beschränkt sind. Hierbei wird vor allem das Satzsystem LaTeX nähergebracht.

## Regionalzentrum für Begabungsförderung
Der Spezialschulteil des Albert-Schweitzer-Gymnasiums stellt für Schüler der Klassenstufen 5/6 und 7/8 ein Regionalzentrum für Begabungsförderung bereit. Dieses wartet mit Arbeitsgemeinschaften im Bereich Mathematik ("Mathe-Knobelfüchse"), Physik ("Physik erleben"), Chemie/Biologie ("Die Welt der Sinne") und Informatik ("Robotik", nur in Klassenstufen 5/6) auf.
Teilnehmer dieser Arbeitsgemeinschaften oder der angebotenen Korrespondenzzirkel im Bereich Biologie (5/6), Mathematik (6–8), Physik (7/8), Chemie (7/8) und Informatik (7) werden jährlich zum Mathematik-Sommer- resp. Wintercamp und zum Tag der Mathematik eingeladen.

## Erfolge
Der Spezialschulteil kann regelmäßig Wettbewerbserfolge auf nationaler wie auch auf internationaler Ebene verzeichnen. Dazu gehören unter anderem zahlreiche erste Plätze bei "Jugend forscht" und den Landes-, Bundes- sowie internationalen Olympiaden der Mathematik, Physik, Biologie und Chemie. Außerdem sind Erfolge in der Internationalen JuniorScienceOlympiade sowie den Mannschafts- und Bundeswettbewerben in den Naturwissenschaften zu verzeichnen.

## Internat
Der Spezialschulteil verfügt über ein Internat. Hier können Schüler, die außerhalb der Stadt Erfurt wohnen, während der Wochentage wohnen. Das Internat wird vom Land Thüringen gestützt.

## Schülerforschungszentrum
Im Spezialschulteil befindet sich außerdem ein Schülerforschungszentrum. Dieses kann von Schülern aus der gesamten Region genutzt werden, um z. B. ihre Projekte für "Jugend forscht" umzusetzen. Betreut werden diese Projekte sowohl von Lehrern des Spezialschulteils als auch von externen Betreuern.